# ミレニアム駅 (シカゴ)
ミレニアム駅 (又はミレニアム・ステーション、英語: Millennium Station) は、アメリカ合衆国イリノイ州シカゴの鉄道駅。旧称、ランドルフ・ストリート駅。
シカゴダウンタウンのループ地区北東、ミレニアム・パークの地下に所在。州内鉄道メトラのME線（メトラ電車線）及びサウスショアー線（インディアナ州サウスベンド行）が乗り入れるターミナル駅である。一日の利用客は約2万人。

## 歴史

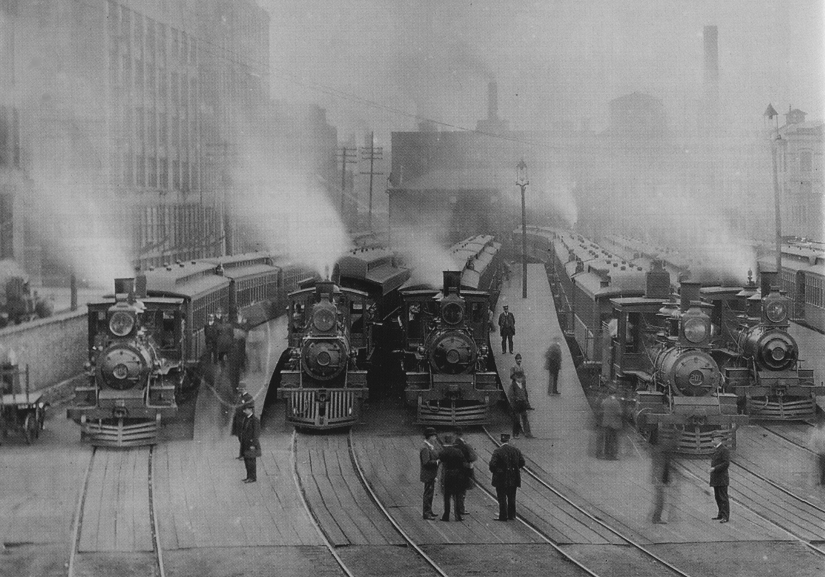
ランドルフ・ストリート駅 (1895年)

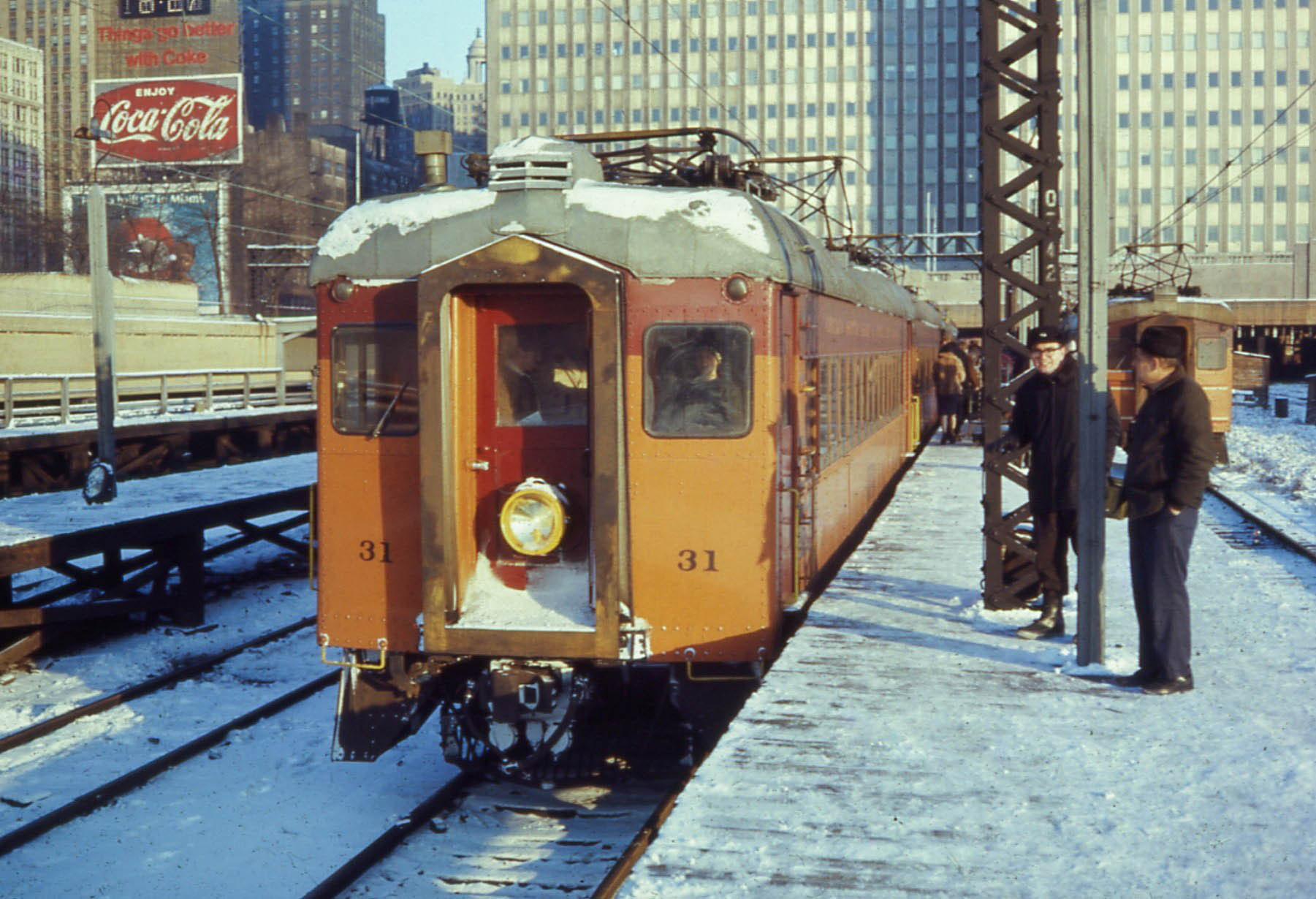
地上駅時代のサウスショアー線のりば (1968年)

当駅の現在の所在地に、ランドルフ・ストリート駅として最初の駅舎が建設されたのは1960年代のことである。当時はミシガン湖の縁に位置し、市街から離れていた。イリノイ・セントラル鉄道の軌道はルーズベルト・ストリートからランドルフ・ストリートまで湖岸に設置され、水面の上を走っていた。その後次第に湖の埋立てが進み、駅周辺地域も発展した。
1920年代のグラント・パークの大改修に伴いランドルフ・ストリート駅も大幅に改修された。改修は1960年代と1987年にも実施されている。この間、駅施設の上に高層ビルが建設された（1955年のワン・プルデンシャル・プラザ、1970年のワン・イリノイ・センター、1990年のツー・プルデンシャル・プラザ）。
1987年、メトラがイリノイ・セントラル鉄道の Electric 線を買収（現在のME線）。
1990年代後半、ランドルフ・ストリート高架橋の緊急修復工事及びミレニアム・パーク建設工事と同時期に、ランドルフ・ストリート駅の大規模な修復が実施された。数年に及ぶ複雑な地下工事の後、刷新されたミレニアム駅は2004年にその一部が完成し、2007年3月に全体の供用が開始された。

## 構造

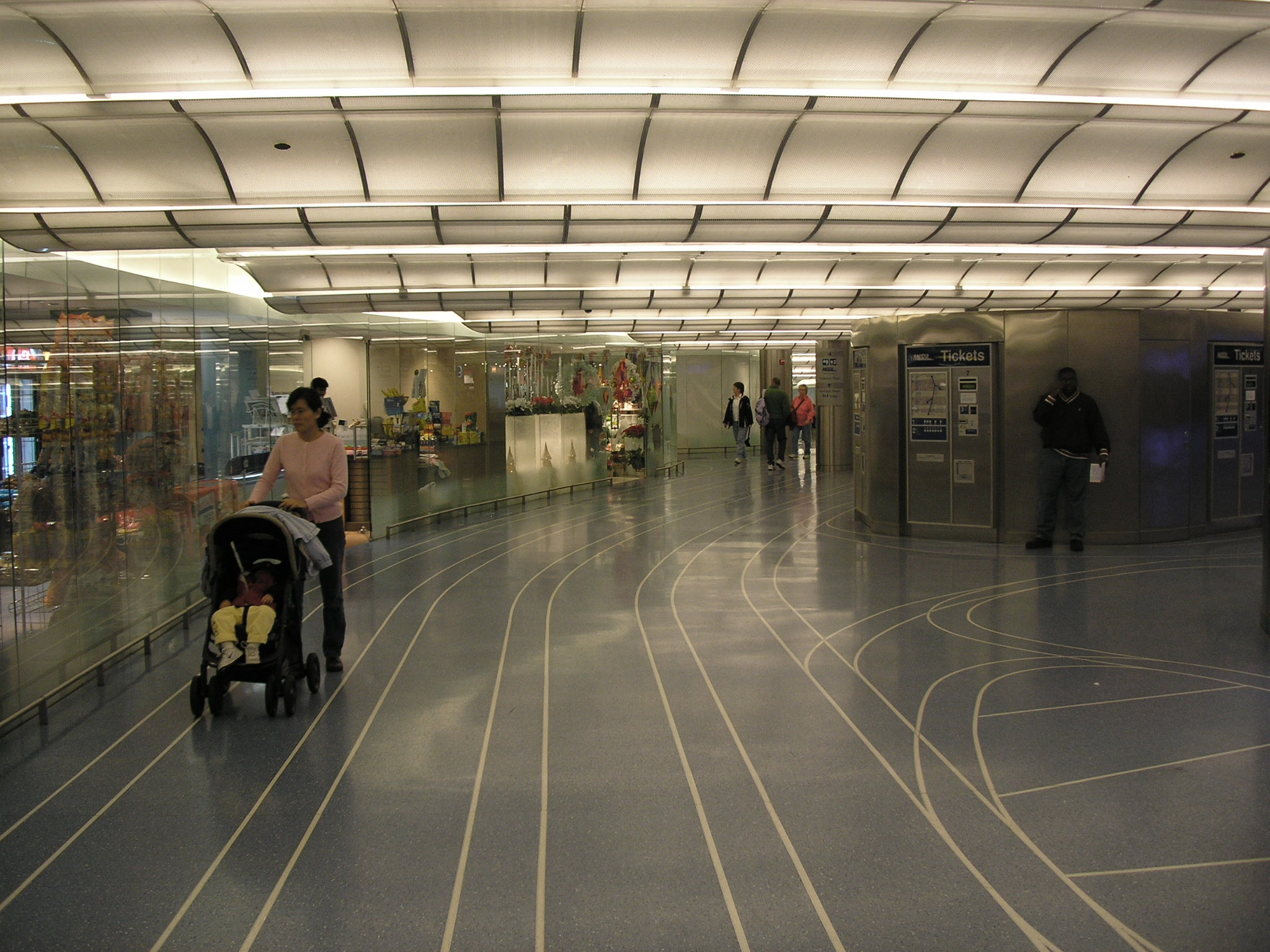
駅コンコース：自動券売機や各種店舗などがある

地下駅であり、地下1階のコンコース部分から地下2階のプラットホーム層に降りる構造になっている。
青いテラゾ床のコンコースには多くの店舗が並び、また、シカゴダウンタウンの地下通路網"ペドウェイ" (en:Chicago Pedway) とも接続している。
待合室は毎日午前5時から深夜12時50分まで、窓口は午前5時55分から（日曜のみ午前7時から）深夜12時50分まで利用可能。

## 乗り入れ路線

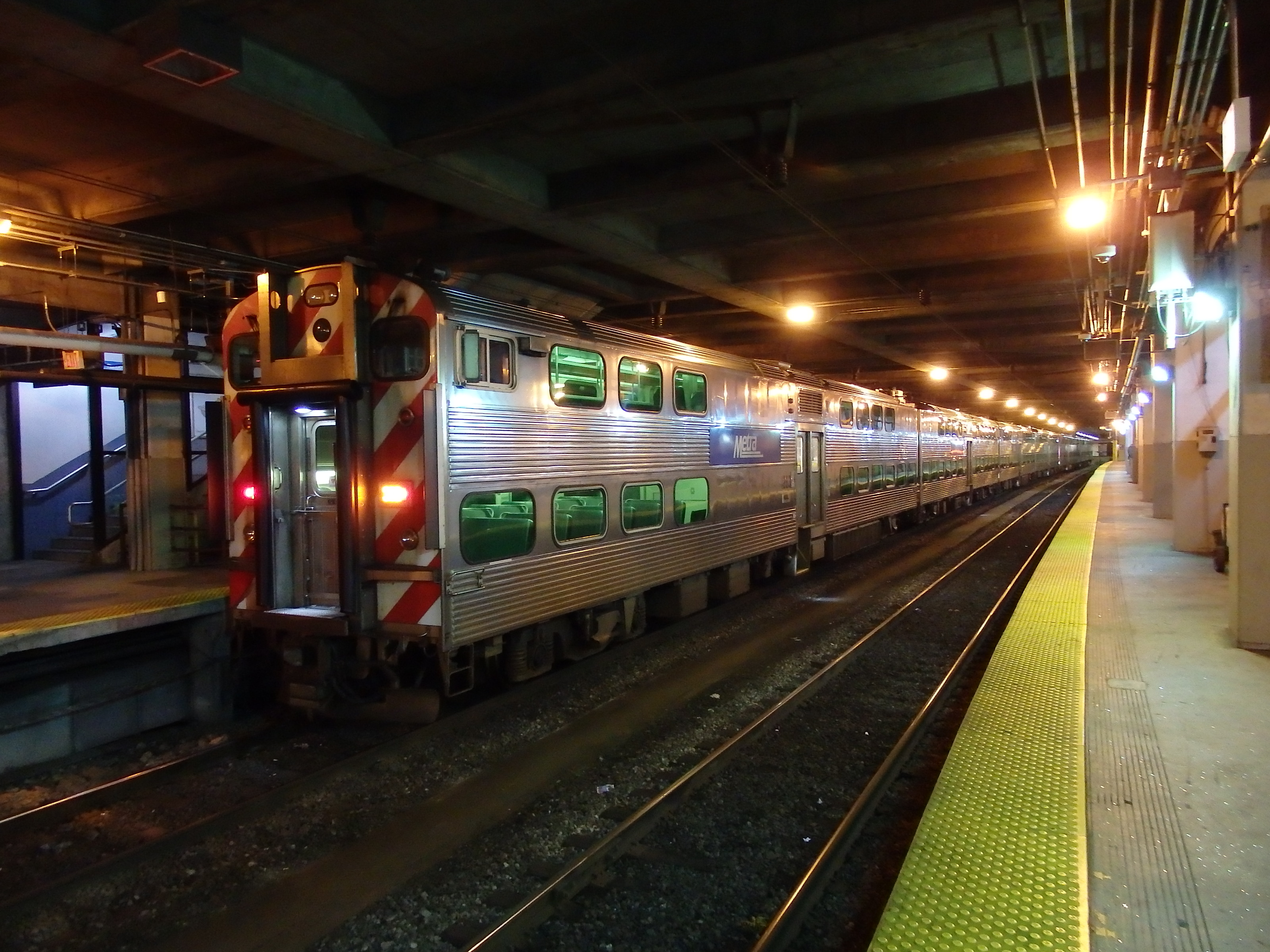
メトラのりばに停車中のハイライナー電車

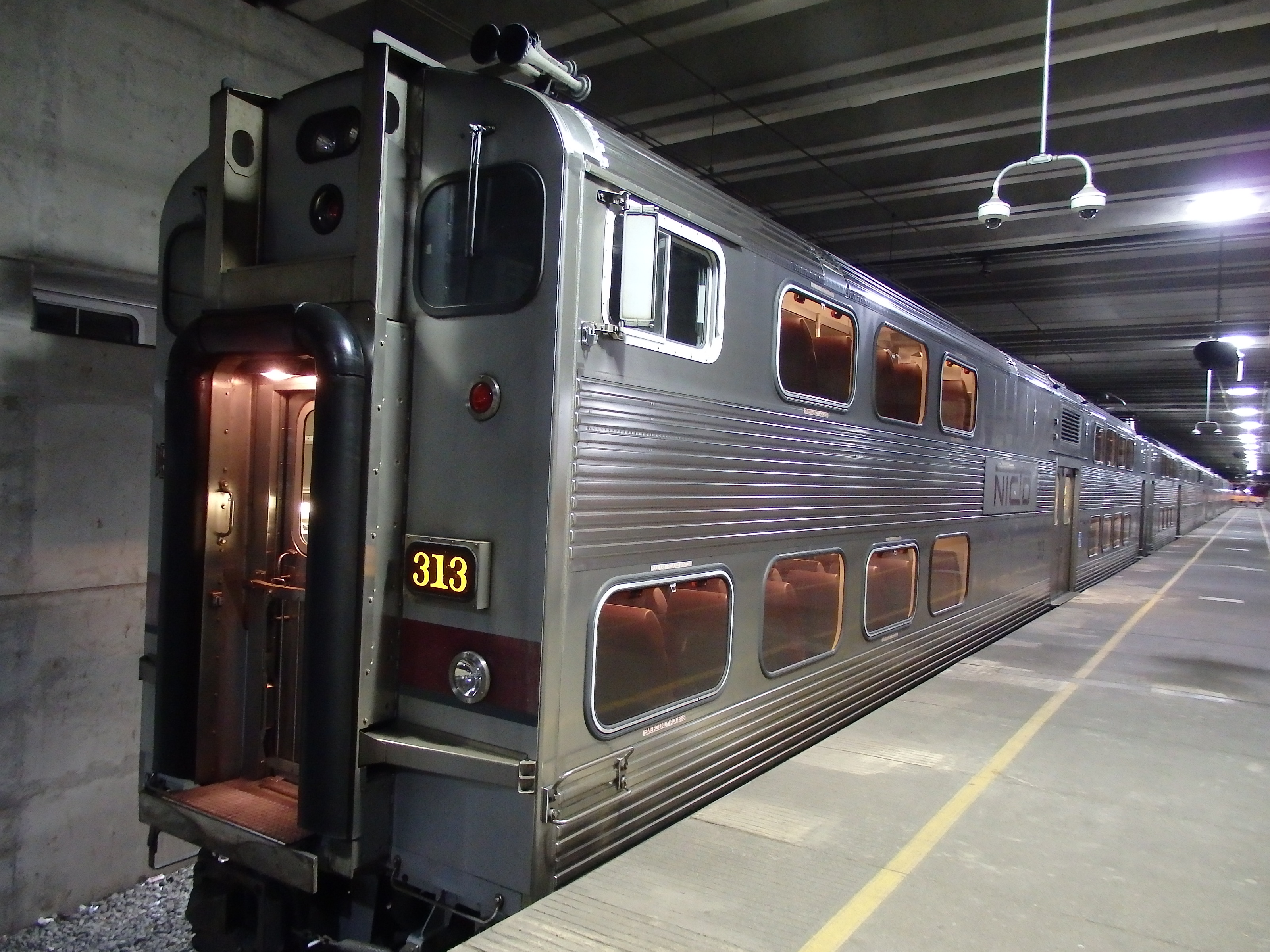
サウスショアー線のりばに停車中の2階建て電車

メトラ
ME線 (Metra Electric Line) - 南方面の University Park 行の他、 Blue Island 行、 93rd St 行の全3路線に分岐する。メトラで最も便数の多い路線で、ハイライナーと呼ばれる2階建て電車が使われる。
サウスショアー線
インディアナ州サウスベンドの South Bend International Airport 駅まで、約2時間半。イリノイ州内のミレニアム駅 - Kensington 駅の区間は、メトラME線の軌道を利用する。

## アクセス
ループの東側路線から1ブロック外側という近さにあり、CTAの"シカゴ・L"への接続は良い。

### エントランス（入口）
以下の駅出入口の他、上記の"ペドウェイ"との接続がある。
- Michigan - Michigan Avenue と Randolph Street との交差点の南北2か所の出入口。"シカゴ・L"の高架路線"ループ"（Randolph 駅）からの乗換に便利。
- South Water - South Water Street の Michigan Avenue 東側にある出入口。
- プルデンシャル・センター内にも出入口がある。

### CTA（バス・地下鉄/高架路線）・その他バスへの接続
CTAバス
CTA（シカゴ交通局）トランジットカードの自動券売機が駅内に置かれているので、CTAバス又はシカゴ・L使用の前に購入しておくと便利。なお、CTAバスのルート・停留所は道路状況等に応じて頻繁に移動するので、注意が必要である。
- #3 King Drive
- #X3 King Drive Express
- #4 Cottage Grove （深夜運行あり）
- #X4 Cottage Grove Express
- #6 Jackson Park Express
- #19 United Center Express
- #20 Madison
- #26 South Shore Express
- #60 Blue Island/26th
- #N66 Chicago （深夜運行あり）
- #124 Navy Pier
- #129 West Loop/South Loop
- #143 Stockton/Michigan Express
- #145 Wilson/Michigan Express
- #147 Outer Drive Express
- #148 Clarendon/Michigan Express
- #151 Sheridan （深夜運行あり）
- #157 Streeterville
- #173 University of Chicago/Lakeview Express

CTA シカゴ・L
- ループ (Green, Brown, Orange, Pink 及び Purple Line) へ
  - Randolph駅 - Michigan 出口から、西へ1ブロック。
- Blue Line へ
  - Washington (& Dearborn) 駅 - Michigan 出口から、西へ3ブロック。
- Red Line へ
  - Lake (& State) 駅 - Michigan 出口から、西へ2ブロック[1]。

Paceバス
- #855 I-55 Flyer  - パークアンドライド用の特別料金路線（朝夕ラッシュアワーのみ）。

ChicaGo Dash
- インディアナ州ヴァルパレーゾから1時間半の高速バス（朝夕ラッシュアワーのみ）。

### 空港への接続
- シカゴ・オヘア国際空港
  - 上記 CTA Blue Line を使用。約90分。
  - タクシーの場合、混雑していなければ30分程度、約40ドル。混雑時は75分以上かかることもある。
- シカゴ・ミッドウェー国際空港
  - 上記 CTA Orange Line を使用。約60分。
  - タクシーの場合、混雑していなければ20分程度、約25ドル。

## その他
- 映画「ダークナイト」（2008年）の撮影に使用された[2]。